# Partido Comunista do Luxemburgo
O Partido Comunista do Luxemburgo (em luxemburguês: Kommunistesch Partei Lëtzebuerg; em francês: Parti Communiste Luxembourgeois; em alemão: Kommunistische Partei Luxemburg), com a sigla de KPL/PCL, é um partido político do Luxemburgo.
Fundado em 1921, na cidade de Niederkorn, é o partido mais antigo do Luxemburgo. De ideologia comunista e marxista-leninista, em 1937, o governo do Luxemburgo tentou banir o partido mas sem sucesso. 
Após a 2ª Guerra Mundial, o partido fez parte de um governo de unidade nacional, entre 1945 a 1947, mas após 1947, nunca mais entrou no governo. O partido ocupou papel de relevo até a década de 1970, mas com a Perestroika e com a queda do comunismo no leste europeu, o partido perdeu votantes, até ficar sem deputados em 1994, pela primeira vez desde 1937. 
Em 1999, o partido voltou a eleger um deputado na aliança de A Esquerda, mas rompeu com esta aliança em 2004. A partir de 2004, voltou a concorrer às eleições do Luxemburgo sozinho, mas sem o sucesso do passado.

## Resultados eleitorais

### Eleições legislativas
| Data | CI.           | Votos         | %             | +/-           | Deputados     | +/-           | Status            |
| ---- | ------------- | ------------- | ------------- | ------------- | ------------- | ------------- | ----------------- |
| 1922 | 5.º           | 6 976         | 1,0 / 100,0   |               | 0 / 48        |               | Extra-parlamentar |
| 1925 | 11.º          | 15 443        | 0,9 / 100,0   | 0,1           | 0 / 47        | Estável       | Extra-parlamentar |
| 1928 | Não concorreu | Não concorreu | Não concorreu | Não concorreu | Não concorreu | Não concorreu | Não concorreu     |
| 1931 | 8.º           | 6 264         | 0,7 / 100,0   |               | 0 / 54        |               | Extra-parlamentar |
| 1934 | 5.º           | 70 940        | 5,2 / 100,0   | 4,5           | 1 / 54        | 1             | Oposição          |
| 1937 | Não concorreu | Não concorreu | Não concorreu | Não concorreu | Não concorreu | Não concorreu | Não concorreu     |
| 1945 | 4.º           | 295 701       | 11,1 / 100,0  |               | 5 / 51        |               | Governo           |
| 1948 | 3.º           | 195 956       | 14,3 / 100,0  | 3,2           | 5 / 51        | Estável       | Oposição          |
| 1951 | 4.º           | 35 662        | 3,2 / 100,0   | 11,1          | 4 / 52        | 1             | Oposição          |
| 1954 | 4.º           | 211 171       | 7,3 / 100,0   | 4,1           | 3 / 52        | 1             | Oposição          |
| 1959 | 4.º           | 220 425       | 7,2 / 100,0   | 0,1           | 3 / 52        | Estável       | Oposição          |
| 1964 | 4.º           | 330 909       | 10,4 / 100,0  | 3,2           | 5 / 56        | 2             | Oposição          |
| 1968 | 4.º           | 402 610       | 13,1 / 100,0  | 2,7           | 6 / 56        | 1             | Oposição          |
| 1974 | 5.º           | 314 635       | 8,8 / 100,0   | 4,4           | 5 / 59        | 1             | Oposição          |
| 1979 | 5.º           | 177 286       | 4,9 / 100,0   | 3,9           | 2 / 59        | 3             | Oposição          |
| 1984 | 4.º           | 165 960       | 4,4 / 100,0   | 0,5           | 2 / 64        | Estável       | Oposição          |
| 1989 | 5.º           | 157 608       | 4,4 / 100,0   | Estável       | 1 / 60        | 1             | Oposição          |
| 1994 | 7.º           | 57 646        | 1,7 / 100,0   | 2,7           | 0 / 60        | 1             | Extra-parlamentar |
| 1999 | A Esquerda    | A Esquerda    | A Esquerda    | A Esquerda    | A Esquerda    | A Esquerda    | A Esquerda        |
| 2004 | 7.º           | 35 524        | 0,9 / 100,0   |               | 0 / 60        |               | Extra-parlamentar |
| 2009 | 7.º           | 49 108        | 1,4 / 100,0   | 0,5           | 0 / 60        | Estável       | Extra-parlamentar |
| 2013 | 7.º           | 53 669        | 1,6 / 100,0   | 0,2           | 0 / 60        | Estável       | Extra-parlamentar |

### Eleições europeias
| Data | CI.                     | Votos                   | %                       | +/-                     | Deputados               | +/-                     |
| ---- | ----------------------- | ----------------------- | ----------------------- | ----------------------- | ----------------------- | ----------------------- |
| 1979 | 5.º                     | 48 813                  | 5,0 / 100,0             |                         | 0 / 6                   |                         |
| 1984 | 5.º                     | 40 395                  | 4,1 / 100,0             | 0,9                     | 0 / 6                   | Estável                 |
| 1989 | 5.º                     | 46 791                  | 4,7 / 100,0             | 0,6                     | 0 / 6                   | Estável                 |
| 1994 | 7.º                     | 16 559                  | 1,6 / 100,0             | 3,1                     | 0 / 6                   | Estável                 |
| 1999 | Concorreu em A Esquerda | Concorreu em A Esquerda | Concorreu em A Esquerda | Concorreu em A Esquerda | Concorreu em A Esquerda | Concorreu em A Esquerda |
| 2004 | 7.º                     | 12 8000                 | 1,2 / 100,0             |                         | 0 / 6                   |                         |
| 2009 | 7.º                     | 17 304                  | 1,5 / 100,0             | 0,3                     | 0 / 6                   | Estável                 |
| 2014 | 9.º                     | 17 506                  | 1,5 / 100,0             | Estável                 | 0 / 6                   | Estável                 |